# Jan Kulczyński

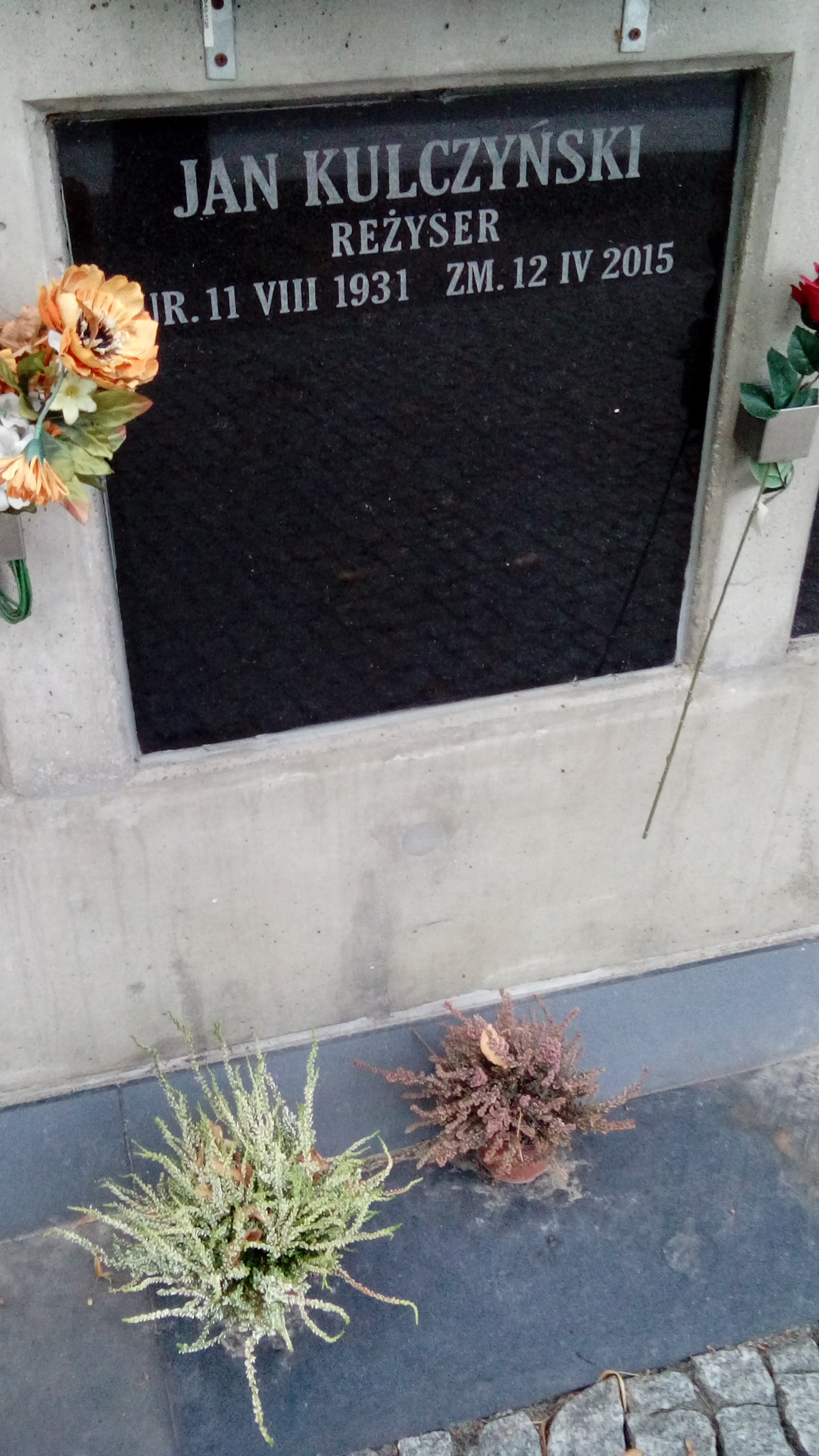
Grób Jana Kulczyńskiego na Cmentarzu Wojskowym na Powązkach

Jan Marian Kulczyński (ur. 11 sierpnia 1931 we Lwowie, zm. 12 kwietnia 2015 w Warszawie) – polski reżyser teatralny i telewizyjny, profesor sztuki teatralnej, wykładowca Akademii Teatralnej im. Aleksandra Zelwerowicza w Warszawie.

## Życiorys
Był absolwentem studiów polonistycznych na Uniwersytecie Wrocławskim oraz studiów reżyserskich w warszawskiej Państwowej Wyższej Szkole Teatralnej (obecnie Akademii Teatralnej im. Aleksandra Zelwerowicza w Warszawie). W dorobku reżyserskim miał ponad sto inscenizacji teatralnych i telewizyjnych. Był wieloletnim wykładowcą akademickim warszawskiej Akademii Teatralnej im. Aleksandra Zelwerowicza. Kilkakrotnie piastował funkcję dziekana i prodziekana Wydziału Reżyserii na tejże uczelni. Autor książek Rozbieranie Hamleta (1997, ISBN 83-85199-43-8) i Co reżyser ma w środku (2011, ISBN 978-83-06-03311-3).
20 kwietnia 2015 roku został pochowany na Wojskowych Powązkach w Warszawie (kolumbarium AIII-5-24).

## Odznaczenia
- Krzyż Kawalerski Orderu Odrodzenia Polski (2003)[3]
- Złoty Medal „Zasłużony Kulturze Gloria Artis” (2011)[4]